# Louis Pijourlet
Louis Pijourlet (Allevard, 17 oktober 1995) is een Frans baan- en wegwielrenner. Hij is de broer van wielrenner Jules Pijourlet.

## Carrière
In 2017 werd Pijourlet, samen met Corentin Ermenault, Florian Maitre, Benjamin Thomas en Thomas Denis (die alleen in de voorrondes reed), Europees kampioen in de ploegenachtervolging. Datzelfde jaar werd hij nationaal kampioen op de weg voor universitairen. Aan het eind van dat seizoen mocht hij stage lopen bij Roubaix Lille Métropole.
In april 2018 won Pijourlet de tweede etappe in de Ronde van Marokko, door Alexey Vermeulen te verslaan in een sprint-à-deux. Door zijn overwinning nam hij de leiderstrui over van Jakub Mareczko.

## Baanwielrennen

### Palmares
| Jaar     | FK                                | EK                   | WK       | Overig                       |
| Junioren | Junioren                          | Junioren             | Junioren | Junioren                     |
| -------- | --------------------------------- | -------------------- | -------- | ---------------------------- |
| 2012     | Ploegenachtervolging              |                      |          |                              |
| 2013     | Ploegkoers                        |                      |          |                              |
| Elite    |                                   |                      |          |                              |
| 2014     | Puntenkoers, Ploegenachtervolging |                      |          | Fenioux: Ploegkoers, Scratch |
| 2015     |                                   |                      |          | Genève: Puntenkoers          |
| 2016     |                                   |                      |          |                              |
| 2017     |                                   | Ploegenachtervolging |          |                              |

## Wegwielrennen

### Overwinningen
2017
Eindklassement Tour Nivernais Morvan
2018
2e etappe Ronde van Marokko

## Ploegen
- 2017 –  Roubaix Lille Métropole (stagiair vanaf 28-7)